# Michael Corleone
Don Michael Corleone je fiktivní postava z románu Kmotr od Maria Puza. Ve filmu jej hrál Al Pacino.

## Charakteristika
Michael se na rozdíl od svých bratrů rozhodl jít na univerzitu a nevstoupit do rodinného podniku. Po útoku na Pearl Harbor nastoupil k námořní pěchotě. Byl nasazen v Tichomoří, dosáhl hodnosti kapitána, ale byl raněn. Rodina s podivem přijala fakt, že si našel americkou dívku Kay. S tou plánoval svatbu, ale když byl jeho otec Don Corleone postřelen a on sám zraněn zkorumpovaným policistou McCluskeym, rozhodl se jednat: zavraždil drogového mafiána Solloza, který zosnoval útok na jeho otce, a zaprodance McCluskeyho; pak musel na rok uprchnout na Sicílii. Tam se zamiloval do mladé Apollonie Vitelliové a oženil se s ní. Po bombovém útoku, který Apollonie nepřežila, se rozhodl vrátit do USA. Tam si vzal za ženu svou první lásku Kay Adamsovou a měli spolu dvě děti. Když znepřátelená mafiánská rodina Barziniů podnikla smrtící útok na jeho staršího, prchlivého  bratra Sonnyho, stal se Michael nástupcem svého otce. Jeho povaha byla krutá a bez potíží nechal zabít svého švagra. S přibývajícím věkem ovšem začíná upouštět od svých mafiánských praktik a věnuje spoustu peněz na charitu.

## Rodina
- Otec Vito Corleone
- Matka Carmella Corleonová
- Nejstarší bratr Santino Corleone
- Starší bratr Fredericco Corleone
- Mladší sestra Constanzia Corleonová
- Poloadoptivní bratr Tom Hagen
- První manželka Apollonia Vitelliová
- Druhá manželka Kay Adamsová, s touto má dvě děti.